# Jamshoro (Distrikt)

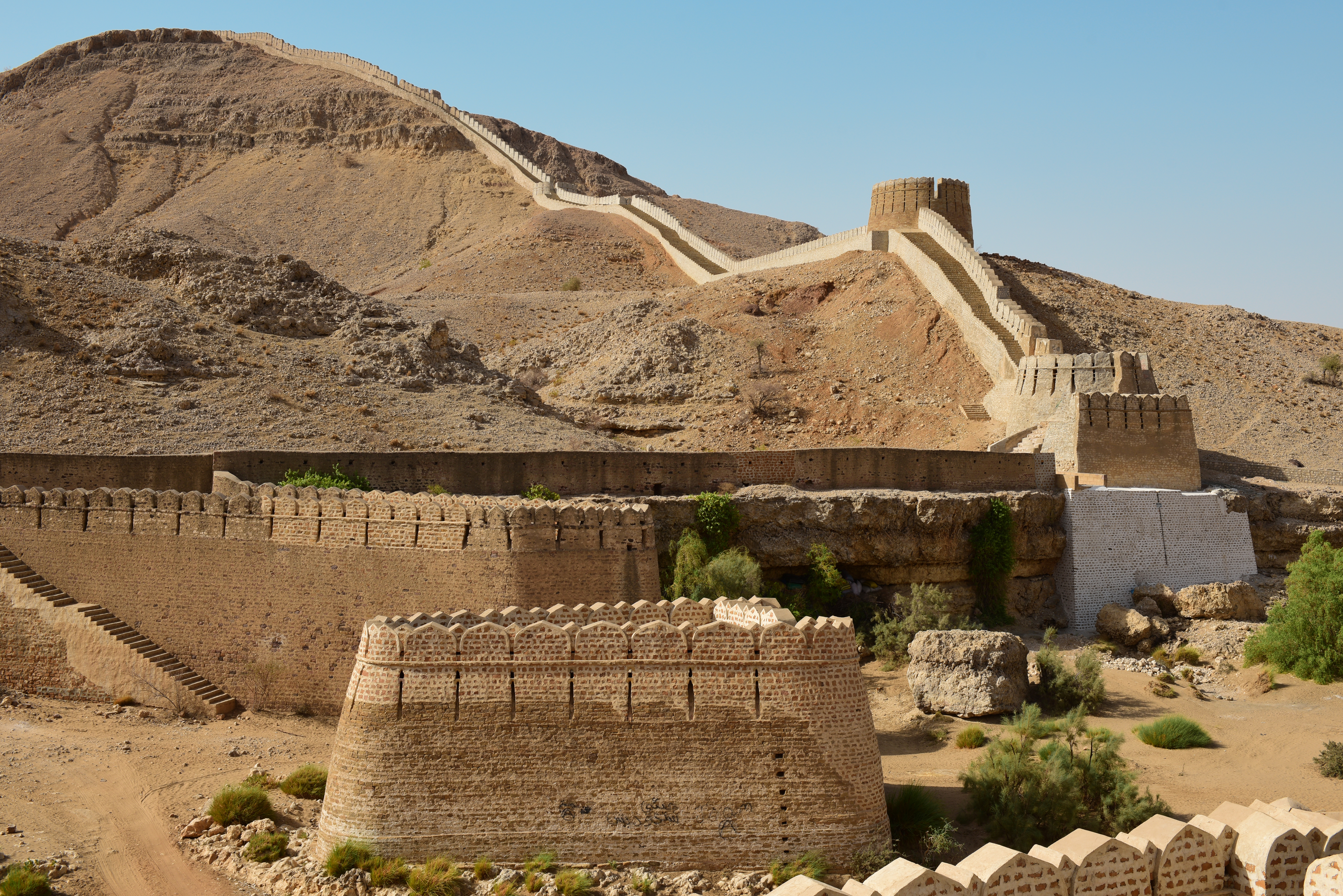
Festung Ranikot

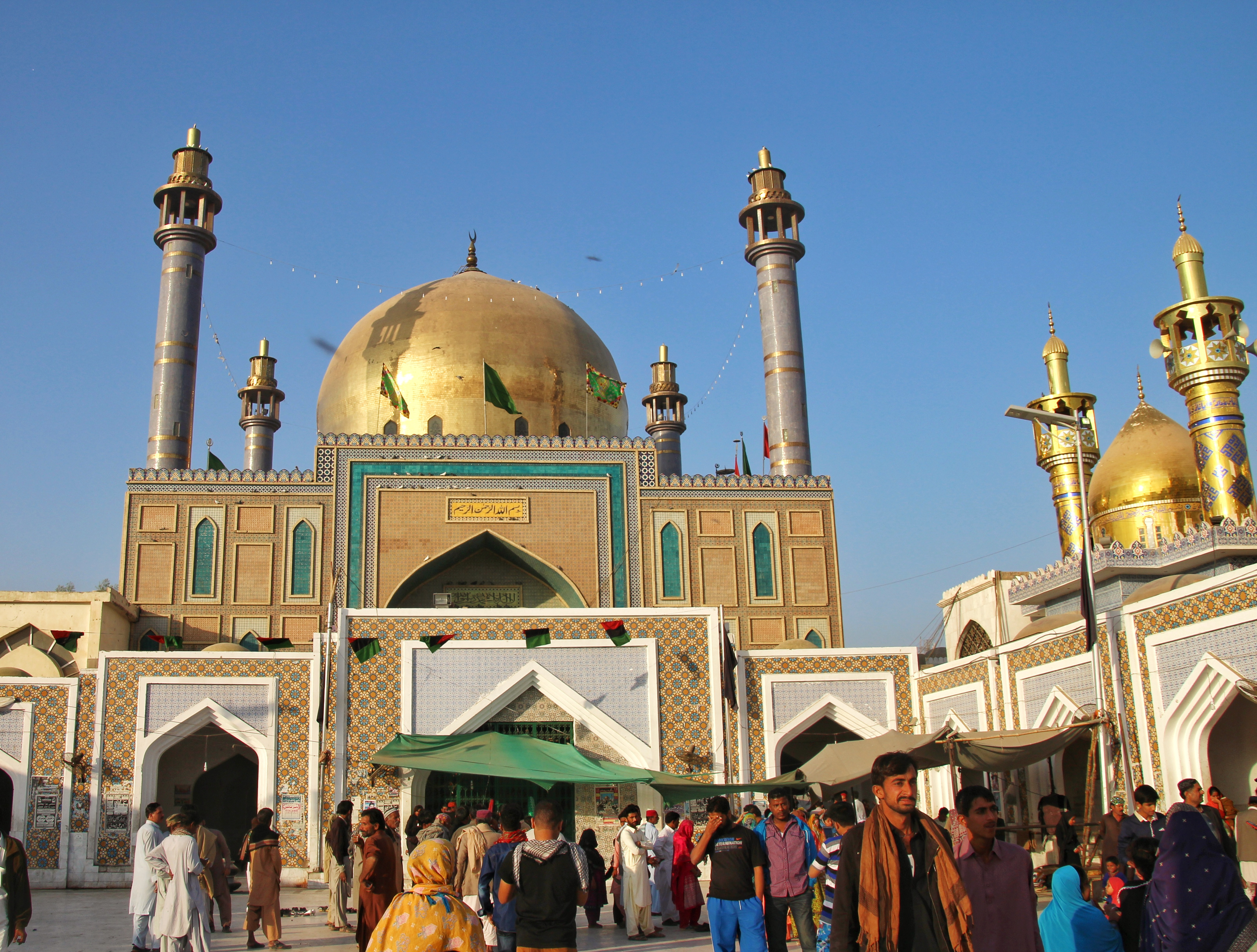
Schrein von Lal Shahbaz Qalandar in Sehwan Sharif

Der Distrikt Jamshoro ist ein Verwaltungsdistrikt in Pakistan in der Provinz Sindh. Sitz der Distriktverwaltung ist die gleichnamige Stadt Jamshoro.
Der Distrikt hat eine Fläche von 11.517 km² und nach der Volkszählung von 2017 993.142 Einwohner. Die Bevölkerungsdichte beträgt 86 Einwohner/km². Im Distrikt wird zur Mehrheit die Sprache Sindhi gesprochen.

## Geografie
Der Distrikt befindet sich im Süden der Provinz Sindh, die sich im Südosten von Pakistan befindet. Jamshoro befindet sich nördlich der Megastadt Karatschi.

## Verwaltungsgliederung
Der Distrikt ist administrativ in vier Tehsil unterteilt:
- Kotri
- Manjhand
- Sehwan
- Thano Bula Khan

## Geschichte
Der Distrikt entstand 2004 aus Teilen von Dadu.

## Demografie
Zwischen 1998 und 2017 wuchs die Bevölkerung um jährlich 2,85 % und damit sehr schnell. Von der Bevölkerung leben ca. 44 % in städtischen Regionen und ca. 56 % in ländlichen Regionen. In 180.922 Haushalten leben 523.259 Männer, 469.839 Frauen und 44 Transgender, woraus sich ein Geschlechterverhältnis von 111,4 Männer pro 100 Frauen ergibt und damit einen für Pakistan häufigen Männerüberschuss.
| Jahr | Einwohnerzahl |
| ---- | ------------- |
| 1972 | 254.318       |
| 1981 | 375.942       |
| 1998 | 582.094       |
| 2017 | 993.142       |

Die Alphabetisierungsrate in den Jahren 2014/15 bei der Bevölkerung über 10 Jahren liegt bei 45 % (Frauen: 31 %, Männer: 58 %) und damit unter dem Durchschnitt der Provinz Sindh von 60 %.